# Tridactyle flabellata
Tridactyle flabellata là một loài thực vật có hoa trong họ Lan. Loài này được P.J.Cribb miêu tả khoa học đầu tiên năm 1989.